# Jakob Strobl
Jakob Strobl (* 27. April 1939 in Reit im Winkl) ist ein deutscher Politiker (CSU). Er war von 1990 bis 2002 Landrat vom Landkreis Traunstein.

## Lebenslauf
Jakob Strobl war zunächst Angestellter des Verkehrsamtes (1956–1959) dann Kämmerer (1959–1972), später Geschäftsleiter (1972–1978) und schließlich bis 1990 zwölf Jahre lang Erster Bürgermeister in Reit im Winkl. Von 1990 bis 2002 war er Landrat des Landkreises Traunstein.
In seine Amtszeit fiel der Bau der Müllverbrennungsanlage in Burgkirchen an der Alz und der Zusammenschluss der Kliniken in Traunstein und Trostberg.

## Ehrungen
- Verleihung des Titels Altlandrat
- Goldener Ehrenring des Landkreises Traunstein
- Bundesverdienstkreuz am Bande des Verdienstordens der Bundesrepublik Deutschland
- Chiemgauer Panther
- Ehrenvorsitzender des BRK Kreisverbandes Traunstein